# Venticinque agosto 1983 e altri racconti inediti
Venticinque agosto 1983 e altri racconti inediti è una raccolta di racconti scritti da Jorge Luis Borges e pubblicati nel 1980, in onore dell'ottantesimo compleanno dell'autore, nella collana La Biblioteca di Babele al n. 19.

## Edizioni italiane
- trad. Gianni Guadalupi, Parma-Milano, F. M. Ricci, 1980, ISBN 88-216-0219-2; Milano, Mondadori, 1990, ISBN 88-04-33731-1.